# 久保田優
久保田 優（くぼた ゆう、1990年10月4日 - ）は、元NHK広島放送局契約キャスター・リポーター。東京都出身。芸能活動・タレント経験がある。

## 人物
- 趣味は、大学の専攻でもあった歴史学（いわゆる歴女）と唄うこと。
- 特技は、ピアノ、エレクトーンで、どちらもヤマハ音楽能力検定5級を所持し、指導者レベルの技術を持っている。
- 関西アナウンススクール出身。
- 2009年11月まで、同事務所の若手5人組で結成されたユニットFu-Fuのメンバーとして、路上ライブなどの活動をしていた。
- 2013年3月に、立教大学文学部史学科を卒業。
- 2013年9月まで、オフィス・メイに所属し、2014年3月まで河合 優（かわい ゆう）の芸名で活動していた。
- 2014年度、NHK松山放送局スタッフ（契約キャスター・リポーター）。
- 2015年4月、NHK広島放送局キャスター・リポーター。

## 出演（久保田優）
- えひめ おひるのたまご（2014年4月 - 2015年3月）
- いよ×イチ（2014年4月 - 2015年3月）
- お好みワイドひろしま（2015年4月 - ）
- おはようちゅうごく（2015年4月 - ）

## 出演（河合優）

### テレビ
- 名探偵コナン「工藤新一への挑戦状」（日本テレビ、2006年10月2日）
- ヴィーナスバトル2007（朝日放送、2007年3月30日）
- 木曜時代劇 夏雲あがれ 第3回（NHK総合、2007年6月21日）
- ウエンズデー J-POP（NHK BS2、2007年7月19日） - リポーター
- おじいさん先生・熱闘編 第5話（日本テレビ、2007年8月4日）
- 水曜ミステリー9 警察署長・たそがれ正治郎4（テレビ東京、2007年8月15日）
- 全力坂（テレビ朝日、2008年4月15日・21日）
- 木曜ドラマ 四つの嘘（テレビ朝日、2008年7月 - 9月） - 灰谷ネリ（高島礼子）の高校生時代 役
- NHK高校講座 情報A（NHK教育、2009年4月23日 - 2014年2月25日）[4]
- 最新ポケモン映画情報局（CSキッズステーション、2009年4月4日 - ） - MC
- ズームイン!!SUPER（日本テレビ、2009年10月7日 - 2010年9月29日）
  - お天気・占い担当（第1部：水曜日～金曜日、2009年10月7日 - 2010年3月26日）
  - TOKYO HIT CLIP担当（毎週水曜日、2010年3月31日 - 2010年9月29日）

### インターネット
- HIT IT ! エンタメプラス - MC（音事協チャンネル、2010年7月 - ）

### CM
- NEC IT、で、エコ～無線センサーネットワーク篇（2005年7月 - 10月）
- 任天堂 Wii、おどる メイド イン ワリオ篇（2006年11月- 2007年8月）
- Canon フェイスキャッチテクノロジー（2007年11月 - 2008年10月）

### ポスター
- 河合塾　「調布現役館」ポスターモデル（2007年9月 - 2008年4月）

### 映画
- 花のあすか組Neo!（渋谷シアターTSUTAYA、2009年4月25日公開） - ノノカ 役
- ONE～ひとつになりたい～（2009年公開）

### 雑誌
- 週刊現代 グラビア（2009年12月12日号）